# Макс Ромео
Макс Ромео (енгл. Max Romeo; 22. новембар 1944 — 11. април 2025), рођен као Maxwell Livingston Smith, био је јамајчански реге музичар. Макс Ромео је извођач који је успео да се издигне из најсуровијих почетака у реге музици и постане један од првих реге певача који је снимио низ спиритуалних и друштвено свесних ротс песама.
Његов први хит по коме је и постао познат био је Wet dream, снимљен раних 1960-их. Песма је била огроман хит у Уједињеном Краљевству, све док је цензори нису послушали мало пажљивије и забранили је. Иако је Ромео јавно тврдио да је песма говорила о крову који прокишњава, забрана је остала. Ромео је тај који први уводи концепт суровог регеа у Уједињеном Краљевству, песмом "Wet dream" пркоси свим забранама и у мају 1969. године достиже 10. место Енглеске топ-листе. За годину дана је имао турнеје по целој Енглеској и издао је два албума. Али и упркос другим сличним сингловима као што је "Mini Skirt Vision", није достигао тако велик успех као са првим хитом. Како су седамдесете напредовале, Ромео је направио пар темељитих духовних промена.
Средином седамдесетих, када се уортачио са „чаробњаком продукције“, Ли Перијем, Ромео је већ био посвећени Растаман који пева визионарске песме величајући Јах и позивајући све оне који пате да се призову социјалној свести и култури. Његове најпознатије песме из тог периода су "Let the power fall on I" (политичка химна на Јамајци 1972. године), "Praz for me", "Every Man Ought to Know" и "lack Equality". 1972. године Ромео почиње да ради са Ли Перијем и Винстон „Нини“ Холнсом и од тада па надаље његове песме почињу да садрже одређену дозу музичке жестине у којој се преплићу његова апокалиптична визија и хумор. "Revelation Time" је био један од најбољих албума у 1975. години, а "War Ina Babylon" музички критичари оценили су као реге албум за сва времена. Са Перијем и Апсетерсима, Ромео 1976. године снима своје велико уметничко дело "War Ina Babylon". Иако је Ромео аутор већине песама и иако пева све песме, успех овог албума је приписан генијалном Перију и многи сматрају да је ово један од његових најбољих албума икада снимљених. После тога, Ромео наставља да снима синглове са Перијем, али њихова сарадња није дуго трајала. Уследио је разлаз овог доброг музичког пара, који је јавност будно попратила. Уследило је Перијево снимање песме о Ромеу, "White Belly Rat" и писање "Juda" по Ромеовој слици која се налазила у студију. Тако је Ромео био приморан да, такорећи крене из почетка. Године 1976. одлази у Њујорк и уз помоћ Кита Ричардса снима песму "I Love My Music" која није имала неког претераног успеха, а ни нумера "Reconstruction" није прошла ништа боље. Ни прелазак у нову дискографску кућу није помогао и већ касних 1980-их његово име на меинстрим реге тржишту бива заборављено.
Године 1990. Ромео се враћа на Јамајку и у пролеће 1992. са лондонским просуцентом Јах Шаком снима "Far I Captain Of My Ship", ротс албум, који сматрају Ромеовим најбољим албумом у последњих 15 година.
Ево шта сам Ромео каже о својој музици и сарадњи са Мајкл Менлијем, (левичаром и некадашњим премијером Јамајке): „Да, у праву сте, моја песма "Socialism is Love" је једна од мојих најбољих песама. И најдражих. Њом сам покушао да мом народу објасним шта је, заиста, социјализам. Социјализам је љубав према комшији, емоција, Исус Христ. Он је био први социјалиста. Поносан сам, врло сам поносан, што сам био учесник Менлијевог експеримента." (одломак из интервјуа са Јах Шаком).